# Dix-neuf propositions

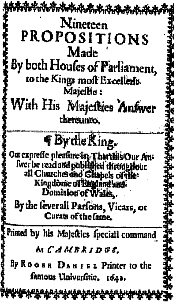
Page de titre du document contenant les dix-neuf propositions et la réponse du roi Charles Ier (roi d'Angleterre).

Le 1er juin 1642, la Chambre des lords et la Chambre des communes valident une liste de propositions connue comme les Dix-neuf propositions, faisant suite à la Grande Remontrance, qui est envoyée au roi Charles Ier à York,.
Dans ces propositions, le Long Parlement cherche une plus grande part de pouvoir dans la gouvernance du royaume. Les parlementaires demandent notamment la supervision de la politique étrangère et la responsabilité de la défense du pays, et veulent que les ministres du roi soient responsables devant le Parlement. Le roi rejette ces propositions avant la fin du mois et en août, la première guerre civile anglaise éclate.

## Contenu des propositions
Le paragraphe introductif des Dix-neuf propositions présente le document comme une demande où l'on espère que Charles, dans sa « sagesse princière », sera « content de satisfaire ». Les propositions sont numérotées en dix-neuf points:
1. Les ministres servant le Conseil privé du roi doivent recevoir l'approbation de la Chambre des communes et de la Chambre des lords.
2. Les affaires concernant le public doivent être débattues au Parlement, et non être décidées selon les conseils de conseillers privés.
3. Que le Lord High Steward of England, Lord High Constable, Lord Chancellor, Lord Keeper of the Great Seal, Lord Treasurer, Lord Privy Seal, Earl Marshall, Lord Admiral, le Warden of the Cinque Ports, le Chief Governor of Ireland, le Chancellor of the Exchequer, Master of the Wards, le Secretaries of State, les deux Chief Justices et Chief Baron, aient toujours à être choisis avec l'approbation des deux chambres du Parlement ; et entre les Parlements, avec l'accord de la majeure partie du Conseil, de la manière indiquée précédemment dans le choix du conseiller.
4. L'éducation des enfants du roi est soumise à l'approbation du Parlement.
5. Les enfants du roi ne peuvent épouser personne sans le consentement du Parlement.
6. Les lois contre les jésuites, les prêtres catholiques, et les récusants catholiques doivent être strictement renforcées.
7. Le vote des comtes catholiques doit être retiré et les enfants des Catholiques doivent recevoir une éducation protestante.
8. Une réforme du gouvernement de l'Église doit être faite.
9. Charles acceptera le commandement de la milice par les comtes et les Communes.
10. Les membres du gouvernement qui ont été démis de leurs fonctions au cours de la présente session doivent être autorisés à revenir.
11. Les conseillers et les juges doivent prêter serment de maintenir certains statuts parlementaires.
12. Tous les juges et officiers agréés par le Parlement exercent leurs fonctions à condition de bien se comporter.
13. La justice du Parlement s'applique à tous les délinquants, qu'ils se trouvent dans le pays ou ont fui.
14. La grâce de Charles doit être accordée, à moins que les deux chambres du Parlement ne s'y opposent.
15. Le Parlement doit approuver les nominations de Charles pour les postes de commandant des forts et des châteaux du royaume.
16. L'inutile détachement militaire gardant Charles doit être déchargé.
17. Le Royaume formalisera son alliance avec les États protestants des Provinces-Unies (les Néerlandais) afin de les défendre contre le Pape et ses partisans.
18. Charles doit décharger les Cinq membres (en)[b] de la Chambre des communes, ainsi que le comte de Kimbolton, de tout acte répréhensible.
19. Les deux chambres du Parlement doivent voter les nouveaux pairs de la Chambre des lords.

Le document conclut avec cette phrase : « Si votre Majesté voulait bien accorder nos humbles désirs, nous nous appliquerons immédiatement à régler vos revenus actuels de telle sorte que vous puissiez en tirer le meilleur parti ; et aussi à en régler une augmentation aussi ordinaire et constante, tel qu'il serait suffisant pour soutenir votre dignité royale en honneur et en abondance, au-delà de la proportion d'anciennes concessions des sujets de ce royaume aux prédécesseurs royaux à Votre Majesté. »

## Réponse du roi
Le 21 juin 1642, le roi lit sa réponse au Parlement : il rejette toutes les propositions en argumentant et en concluant « Pour toutes ces raisons, à toutes ces demandes notre réponse est Nolumus Leges Angliae mutari [Nous ne sommes pas disposés à changer les lois de l'Angleterre] ». Il ordonne qu'elle soit affichée dans les églises d'Angleterre et du pays de Galles. Au moins six éditions ont été publiées.

## Conséquences
Quand on considère le contexte des relations tendues de longue date entre la monarchie britannique et le Parlement, les Dix-neuf propositions peuvent être vues comme le point d'inflexion entre une tentative de conciliation entre le roi et le Parlement, et la guerre.
En août 1642, le gouvernement se divise en deux factions : les Cavaliers (royalistes) et les Têtes-Rondes (parlementaires). Ces derniers sortent victorieux du conflit avec Oliver Cromwell à leur tête. L'idée d'un gouvernement mixte et des trois États, popularisée par la réponse de Charles, Answer to the Nineteen Propositions, reste dominante jusqu'à la fin du XIXe siècle.